# Euodia pubifolia
Euodia pubifolia är en vinruteväxtart som beskrevs av Thomas Gordon Hartley. Euodia pubifolia ingår i släktet Euodia och familjen vinruteväxter. Inga underarter finns listade i Catalogue of Life.